# Love Me Again (bài hát của John Newman)
Love Me Again là một bài hát do ca sĩ người Anh, John Newman thể hiện. Bài hát được phát hành dưới dạng tải xuống kỹ thuật số ở châu Âu vào ngày 17 tháng 5 năm 2013, ngoại trừ Vương quốc Anh, nơi nó được phát hành vào ngày 30 tháng 6 năm 2013 với tư cách là đĩa đơn chủ đạo trong album phòng thu đầu tay của anh, Tribute (2013). Bài hát được viết bởi Newman và Steve Booker và được sản xuất bởi Booker và Mike Spencer. Bài hát sau đó đã được chọn làm nhạc nền cho trò chơi điện tử FIFA 14 và FIFA 23 cho Giải vô địch bóng đá thế giới 2022. Nó lại tiếp tục được xuất hiện trong trò chơi điện tử EA Sports FC 24 (FIFA 24).
Nó đã được đề cử cho Giải Brit ở hạng mục Đĩa đơn Anh của năm tại Giải Brit 2014 và được đề cử cho Giải Ivor Novello 2014 ở hạng mục Bài hát có nhạc và lời hay nhất.

## Bối cảnh
Trong một cuộc phỏng vấn với Digital Spy, Newman được hỏi liệu anh có cảm thấy rằng bài hát có điều gì đó đặc biệt trong phòng thu hay không. Anh nói, "Ừ. Người mà đã cùng tôi viết nó (Steve Booker), chúng tôi quay lại và nở nụ cười toe toét trên khuôn mặt khi nghĩ, 'Có thứ gì đó hay ho ở đây'. Nhưng bạn không bao giờ biết nó tốt như thế nào, bạn biết không?".
Newman cũng được hỏi liệu có khó để viết lời bài hát về tình yêu và sự chia tay hay không, anh nói: "Không, đó là nơi duy nhất mà tôi thực sự mở lòng với ai đó, thông qua âm nhạc của mình. Tôi đang sản xuất [album] và viết nó, thật tốt. Tôi thích nắm giữ mọi thứ".
Với chuỗi hợp âm Gm—Bb—Dm—C, bài hát được viết ở cung G, âm giai Dōrieus. Dấu hóa ở trong cung Rê thứ. Cả hai đều là chế độ của cung Fa trưởng, trong đó một trong hai có thể được sử dụng làm nốt chủ / hợp âm, bởi vì, tuy nhiên, hợp âm F trưởng không có trong bài hát.

## Video âm nhạc
Hai video âm nhạc, cả hai đều có các yếu tố của nhạc Soul Miền Bắc, đã được phát hành cho "Love Me Again". Một phiên bản do Vaughan Arnell đạo diễn dựa trên câu chuyện tình yêu cổ điển Romeo và Juliet. Người phụ nữ trong video, Juliet, là nữ diễn viên người Pháp, Margaux Billard, được anh trai cô, Tybalt, do Joseph Steyne thủ vai, trông coi cẩn thận. Romeo, là người mẫu Anh, Tommy-Lee Winkworth. Video này kết thúc trong một tình tiết khó khăn khi họ bị một chiếc xe tải cán qua và số phận của họ vẫn chưa được biết cho đến đĩa đơn tiếp theo của Newman "Cheating", bắt đầu bằng một bài báo chỉ ra rằng họ thực sự đã sống sót sau vụ tai nạn, đó là một vụ tai nạn rồi bỏ chạy.
Một phiên bản khác có Newman, được hỗ trợ bởi các nhạc sĩ, hát trong căn phòng thiếu ánh sáng.

## Giải thưởng
| Xuất bản   | Giải thưởng                  | Vị trí |
| ---------- | ---------------------------- | ------ |
| PopMatters | 75 Bài Hát Hay Nhất Năm 2013 | 2      |

## Trong văn hóa đại chúng
"Love Me Again" đã từng là nhạc nền của trò chơi điện tử FIFA 14, mang lại cho nó vị thế sùng bái trong số những người hâm mộ FIFA, cũng như chuỗi #WorldCupAtHome của Liên đoàn, đã mở kho lưu trữ của FIFA trong đại dịch COVID-19. Nó cũng xuất hiện trong phần cuối của bộ phim khoa học viễn tưởng năm 2014, Cuộc chiến luân hồi, có Tom Cruise và Emily Blunt đảm nhận những vai diễn chính. Bài hát cũng được giới thiệu trên phim truyền hình Mỹ, Suits trong tập phim "Bí mật bị chôn vùi", phát sóng vào ngày 6 tháng 3 năm 2014 và trong những phân cảnh mở đầu của tập đầu tiên của phần 4, "One-Two-Three Go", phát sóng ngày 11 tháng 6 năm 2014. "Love Me Again" là cũng là một bài hát có thể chơi được trong Just Dance 2015 và sẽ được thêm vào nhượng quyền thương mại của dịch vụ phát trực tuyến. Bài hát cũng được sử dụng làm nhạc nền cho chương trình truyền hình Whiskey Cavalier ra mắt vào tháng 2 năm 2019 và kết thúc vào tháng 5 sau một mùa. Vào tháng 8 năm 2020 và tháng 5 năm 2021, nó đã được sử dụng trong các quảng cáo trên truyền hình và phát thanh của National Rail.
Kênh truyền hình TF6 của Pháp cũng đã sử dụng bài hát này trước khi ngừng phát sóng vào ngày 31 tháng 12 năm 2014.

## Phiên bản remix và cover
Bài hát được phối lại bởi DJ điện tử Kove.

## Danh sách track
| Tải xuống kỹ thuật số | Tải xuống kỹ thuật số                    | Tải xuống kỹ thuật số |
| STT                   | Nhan đề                                  | Thời lượng            |
| --------------------- | ---------------------------------------- | --------------------- |
| 1.                    | "Love Me Again"                          | 4:00                  |
| 2.                    | "Love Me Again" (Kove Remix)             | 4:20                  |
| 3.                    | "Love Me Again" (Gemini Remix)           | 4:02                  |
| 4.                    | "Love Me Again" (Ejeca Remix)            | 6:52                  |
| 5.                    | "Love Me Again" (Love Thy Brother Remix) | 4:26                  |

| Max Sanna và Steve Pitron Remix | Max Sanna và Steve Pitron Remix                   | Max Sanna và Steve Pitron Remix |
| STT                             | Nhan đề                                           | Thời lượng                      |
| ------------------------------- | ------------------------------------------------- | ------------------------------- |
| 1.                              | "Love Me Again" (Max Sanna và Steve Pitron Remix) | 3:43                            |

## Những người thực hiện
- Giọng ca chính – John Newman
- Sản xuất nhạc – Steve Booker và Mike Spencer
- Lời – John Newman và Steve Booker
- Hãng thu âm: Universal, Island
- Thu âm – Apple Logic Pro

## Xếp hạng
| Xếp hạng (2013–2014)                       | Vị trí cao nhất |
| ------------------------------------------ | --------------- |
| Úc (ARIA)                                  | 4               |
| Áo (Ö3 Austria Top 40)                     | 5               |
| Bỉ (Ultratop 50 Flanders)                  | 6               |
| Bỉ (Ultratop 50 Wallonia)                  | 8               |
| Bulgaria (IFPI)                            | 2               |
| Canada (Canadian Hot 100)                  | 18              |
| CIS (Tophit)                               | 2               |
| Cộng hòa Séc (Rádio Top 100)               | 2               |
| Cộng hòa Séc (Singles Digitál Top 100)     | 15              |
| Đan Mạch (Tracklisten)                     | 9               |
| Châu Âu Digital Song Sales (Billboard)     | 2               |
| Pháp (SNEP)                                | 7               |
| Đức (GfK)                                  | 6               |
| Hy Lạp (IFPI)                              | 1               |
| Hungary (Dance Top 40)                     | 12              |
| Hungary (Rádiós Top 40)                    | 3               |
| Hungary (Single Top 40)                    | 5               |
| Ireland (IRMA)                             | 3               |
| Israel (Media Forest)                      | 3               |
| Ý (FIMI)                                   | 3               |
| Liban (The Official Lebanese Top 20)       | 17              |
| Luxembourg (Billboard)                     | 4               |
| Hà Lan (Dutch Top 40)                      | 14              |
| Hà Lan (Single Top 100)                    | 19              |
| New Zealand (Recorded Music NZ)            | 9               |
| Na Uy (VG-lista)                           | 9               |
| Ba Lan (Polish Airplay Top 100)            | 2               |
| Bồ Đào Nha (Billboard)                     | 3               |
| Nga Airplay (Tophit)                       | 2               |
| Scotland (OCC)                             | 1               |
| Slovakia (Rádio Top 100)                   | 7               |
| Slovenia (SloTop50)                        | 4               |
| Tây Ban Nha (PROMUSICAE)                   | 4               |
| Thụy Điển (Sverigetopplistan)              | 34              |
| Thụy Sĩ (Schweizer Hitparade)              | 5               |
| Anh Quốc (OCC)                             | 1               |
| Ukraina Airplay (Tophit)                   | 3               |
| Hoa Kỳ Billboard Hot 100                   | 30              |
| Hoa Kỳ Adult Pop Airplay (Billboard)       | 13              |
| Hoa Kỳ Dance Club Songs (Billboard)        | 15              |
| Hoa Kỳ Pop Airplay (Billboard)             | 13              |
| Venezuela Pop Rock General (Record Report) | 22              |

| Xếp hạng (2013)                      | Vị trí |
| ------------------------------------ | ------ |
| Úc (ARIA)                            | 46     |
| Áo (Ö3 Austria Top 40)               | 43     |
| Bỉ (Ultratop Flanders)               | 30     |
| Bỉ (Ultratop Wallonia)               | 58     |
| Pháp (SNEP)                          | 35     |
| Đức (Media Control AG)               | 28     |
| Hungary (Dance Top 40)               | 37     |
| Hungary (Rádiós Top 40)              | 4      |
| Hà Lan (Dutch Top 40)                | 59     |
| Hà Lan (Single Top 100)              | 51     |
| Nga Airplay (TopHit)                 | 29     |
| Slovenia (SloTop50)                  | 7      |
| Tây Ban Nha (PROMUSICAE)             | 37     |
| Thụy Sĩ (Schweizer Hitparade)        | 27     |
| Ukraina Airplay (TopHit)             | 51     |
| UK Singles (Official Charts Company) | 14     |

| Xếp hạng (2014)           | Vị trí |
| ------------------------- | ------ |
| Canada (Canadian Hot 100) | 73     |
| Hungary (Dance Top 40)    | 43     |
| Hungary (Single Top 40)   | 91     |
| Nga Airplay (TopHit)      | 68     |
| Ukraina Airplay (TopHit)  | 83     |

## Chứng nhận
| Quốc gia | Chứng nhận  | Số đơn vị/doanh số chứng nhận |
| --- | ----------- | ----------------------------- |
| Úc (ARIA) | 3× Bạch kim | 210.000‡                      |
| Bỉ (BEA) | Vàng        | 15.000*                       |
| Đức (BVMI) | Bạch kim    | 500.000‡                      |
| Ý (FIMI) | 2× Bạch kim | 60.000‡                       |
| New Zealand (RMNZ) | Vàng        | 7.500*                        |
| Thụy Điển (GLF) | 2× Bạch kim | 40.000‡                       |
| Thụy Sĩ (IFPI) | Bạch kim    | 30.000^                       |
| Anh Quốc (BPI) | 2× Bạch kim | 1.200.000‡                    |
| Hoa Kỳ (RIAA) | Bạch kim    | 1.000.000‡                    |
| Streaming |             |                               |
| Đan Mạch (IFPI Đan Mạch) | 2× Bạch kim | 3.600.000                     |
| Tây Ban Nha (PROMUSICAE) | Vàng        | 4.000.000                     |
| * Chứng nhận dựa theo doanh số tiêu thụ. · ^ Chứng nhận dựa theo doanh số nhập hàng. · ‡ Chứng nhận dựa theo doanh số tiêu thụ và phát trực tuyến. · Chứng nhận dựa theo doanh số phát trực tuyến. |             |                               |

## Lịch sử phát hành
| Khu vực        | Thời gian           | Phiên bản             | Nhãn hiệu |
| -------------- | ------------------- | --------------------- | --------- |
| Tây Ban Nha    | 17 tháng 5 năm 2013 | Tải xuống kỹ thuật số | Island    |
| Vương quốc Anh | 30 tháng 6 năm 2013 | Tải xuống kỹ thuật số | Island    |
| Hoa Kỳ         | 30 tháng 6 năm 2013 | Tải xuống kỹ thuật số | Republic  |